# Художественное искусство битников
Художественное искусство битников — направление современного искусства, зародившееся в США в рамках движения битников в 1960-е годы. Само движение, в отличие от так называемого «потерянного поколения», не ставило перед собой задачу изменить общество, а старалось отстраниться от него, вместе с тем пытаясь создать свою собственную контр-культуру. На искусство, создаваемое художниками направления, оказывали влияние джаз, наркотики, оккультизм и другие атрибуты движения битников.
Масштабы деятельности направления были сосредоточены в культурных кругах Нью-Йорка, Лос-Анджелеса, Сан-Франциско и Северной Каролины. Видными представителями направления являлись художники Уоллес Берман, Джей Дефо, Джез Коллинс, Роберт Фрэнк, Клас Олденбург и Ларри Риверс.
Культура поколения битников стала своеобразной точкой пересечения для представителей творческой интеллигенции США, связанных с визуальным и изобразительным искусством, которых обычно относили к другим направлениям и течениям художественного выражения, таким как искусство ассамбляжа, хэппенинг, фанк-арт и неодадаизм. Они прилагали усилия, чтобы разрушить стену между искусством и реальной жизнью, чтобы искусство стало живым переживанием в кафе или джазовых клубах, а не оставалось прерогативой галерей и музеев. Многие работы художников направления были созданы на грани различных видов искусства.
Художники писали стихи, а поэты писали картины: примерно так можно описать процессы, проходящие в рамках движения. Ключевым элементом в битническом искусстве были перформансы, будь то «Театральное событие» 1952 года в колледже Блэк-Маунтин, или печатание Джеком Керуаком в 1951 году романа «В дороге» на печатной машинке за один сеанс на едином рулоне бумаги длиной 31 метр.
Представителей течения объединяла неприязнь к традиционной культуре с её конформизмом и ярко выраженной коммерческой составляющей. Их также не устраивал подход традиционной культуры к замалчиванию тёмной стороны американской жизни — насилию, коррупции, социальному неравенству, расизму. Они пытались через искусство создать новый образ жизни, основанный на идеалах бунтарства и свободы.
Критики выделяют художника Уоллеса Бермана главным представителем направления. В его творчестве сконцентрировались многие характерные черты битников, особенно в его коллажах, сделанных из отксерокопированных фотографий, и представляющих собой смесь из элементов поп-арта и мистики. Среди других художников и работ можно выделить картину «Роза» художницы Джей Дефо, работа над которой велась семь лет, огромная картина-ассамбляж весит около тонны при ширине до 20 сантиметров.

## Основные собрания работ
- Музей современного искусства Кемпера, Канзас-Сити, Миссури
- Музей современного искусства, Форд-Уорт, Техас
- Художественный музей Спенсера в Канзасском университете, Лоренс, Канзас
- Музей американского искусства Уитни, Нью-Йорк